# قطعنامه ۱۸۳۹ شورای امنیت
قطعنامه ۱۸۳۹ شورای امنیت سازمان ملل متحد که در تاریخ ۰۹ اکتبر ۲۰۰۸ تصویب شد، سندی بین‌المللی دربارهٔ بررسی وضعیت در گرجستان است. این قطعنامه طی نشست ۵۹۹۲ام با ۱۵ رای موافق، ۰ مخالف و ۰ ممتنع تصویب شد.